# Góry Andyjskie
Góry Andyjskie (ros. Андийский хребет, Andijskij chriebiet) – pasmo górskie w Rosji (Dagestan), w północno-wschodniej części Wielkiego Kaukazu. Rozciąga się na długości ok. 60 km. Najwyższy szczyt osiąga 2736 m n.p.m. Pasmo zbudowane jest z głównie wapieni z okresu kredy. Wierzchowiny pokryte są łąkami. Na zboczach północnych występują lasy, natomiast na zboczach południowych krzewy i roślinność stepowo-łąkowa.